# Dyzma Trzebicki
Dyzma Trzebicki herbu Łabędź (zm. 1765) – stolnik inowrocławski w latach 1761–1764, cześnik inowrocławski w latach 1754–1761, sędzia grodzki kruszwicki.

## Życiorys
Był posłem województwa brzeskokujawskiego na sejm konwokacyjny (1764). Był członkiem konfederacji generalnej 1764 roku. W 1764 roku był elektorem Stanisława Augusta Poniatowskiego z inowrocławskiego.